# Cheddi Jagan nemzetközi repülőtér
A Cheddi Jagan nemzetközi repülőtér, korábbi nevén Timehri nemzetközi repülőtér (IATA: GEO, ICAO: SYCJ) Guyana elsődleges nemzetközi repülőtere. A repülőtér a Demerara folyó jobb partján található Timehri városában, Guyana fővárosától, Georgetowntól 41 kilométerre délre. A Georgetownt kiszolgáló két nemzetközi repülőtér közül a nagyobbik, a másik a Eugene F. Correia nemzetközi repülőtér. Éves utasforgalma 657 433 fő (2019).

## Futópályák
A repülőtér futópályái:
- 06/24 (3359 m, aszfalt)
- 11/29 (1525 m, aszfalt)

## Légitársaságok és úticélok
2023-ban a Cheddi Jagan nemzetközi repülőtérről az alábbi járatok indulnak:

### Személy
| Légitársaság           | Célállomások                                        |
| ---------------------- | --------------------------------------------------- |
| American Airlines      | Miami, New York–JFK                                 |
| British Airways        | London–Gatwick, St. Lucia                           |
| Canada Jetlines        | Toronto–Pearson                                     |
| Caribbean Airlines     | Miami, New York–JFK, Port of Spain, Toronto–Pearson |
| Copa Airlines          | Panama City–Tocumen                                 |
| Fly All Ways           | Barbados, Paramaribo                                |
| InterCaribbean Airways | Barbados                                            |
| JetBlue                | New York–JFK                                        |
| Surinam Airways        | Miami, Paramaribo                                   |

### Cargo
| Légitársaság             | Célállomások                                 |
| ------------------------ | -------------------------------------------- |
| Amerijet                 | Miami                                        |
| Caribbean Airlines Cargo | New York–JFK, Port of Spain, Toronto–Pearson |